# Jan Dommering (biljarter)
Jan Dommering (Winschoten, 23 november 1882 – Arnhem, 4 oktober 1958) was een Nederlandse biljarter. Hij nam deel aan 37 nationale kampioenschappen in de hoogste klasse en werd daarin tien keer kampioen van Nederland. In het Ankerkader 45/2 werd hij Europees en wereldkampioen.

## Loopbaan
Dommering was zoon van een hotelier en groeide op in Winschoten. Van zijn vader leerde hij biljarten. Dommering volgde een opleiding tot hotelier in Duitsland en was vervolgens werkzaam in München, Genua, Nice en Oostende. In 1907 opende hij Hotel Bristol in Arnhem.
Vanaf ongeveer 1910 nam Dommering deel aan nationale biljartwedstrijden. Hij kreeg lessen van de befaamde Belgische biljarter Ed Horemans. In 1920 veroverde hij zijn eerste Nederlandse kampioenschap in het ankerkader 45/2. In totaal behaalde Dommering tien nationale titels in deze discipline, de laatste in 1937. In 1925 was hij tevens Europees en wereldkampioen. Bij het WK in april 1925 in Parijs maakte hij een achterstand van 53 caramboles op de Belg Theo Moons goed. Bij terugkomst in zijn woonplaats Arnhem werd hij door duizenden plaatsgenoten verwelkomd. In 1927 maakte Dommering in een wedstrijd een kaderserie van 263, waarmee hij het wereldrecord van Ed Roudil met één carambole verbeterde. Op ruim 60-jarige leeftijd was hij in 1944 deelnemer aan het Nederlands kampioenschap ankerkader 71/2. Hij werd achtste en laatste. Dommering was erelid van de Nederlandse Biljart Bond en leermeester van onder meer de Duitse kampioen August Tiedtke.
Behalve van het Hotel Bristol in Arnhem was Dommering eigenaar van hotel Frigge en bioscoop Luxor in Groningen. In Arnhem was hij onder meer bestuurslid van de plaatselijke VVV. Hij had een internationale reputatie als hotelier en adviseerde onder andere het Waldorf-Astoria Hotel in New York. In de Tweede Wereldoorlog steunde hij het lokale verzet in Arnhem. Hij was lid van het comité Vrij Nederland. Toen twee NSB'ers een affiche met de tekst "Hier geen Joden" op een raam van zijn hotel hingen, verwijderde hij het demonstratief. Later zat hij enige tijd gevangen in Kamp Amersfoort. Na de Slag om Arnhem en de evacuatie van de stad, bleef hij in zijn hotel wonen en werkte hij samen met de Technische Nooddienst, die wijken van de stad bewoonbaar probeerde te houden. Na de oorlog was Dommering actief in Expogé, de Nederlandse Vereniging van Ex-Politieke Gevangenen in bezettingstijd.
Dommering werd onderscheiden als Ridder in de Orde van Oranje-Nassau en met het Mobilisatie-Oorlogskruis. In Arnhem werd hij vernoemd met het Jan Dommeringpad.

## Privéleven
Jan Dommering was de vader van voetballer Jan Dommering (jr.), de topscorer aller tijden van Vitesse.

## Weblinks
- Jan Dommering op 75-jarige leeftijd

## Titels
- Wereldkampioen Ankerkader 45/2 (1x): 1924–1925
- Europees kampioen Ankerkader 45/2 (1x): 1924–1925
- Nederlands kampioen Ankerkader 45/2 (10x): Ereklasse 1919–1920, 1922–1923, 1923–1924, 1924–1925, 1926–1927, 1928–1929, 1929–1930, 1930–1931, 1932–1933, 1936–1937

## Deelname aan Nederlandse kampioenschappen in de Ereklasse
| Nr. | Kampioenschap     | Plaats     | Rang | Alg. gem. | Nr. | Kampioenschap     | Plaats     | Rang | Alg. gem. |
| --- | ----------------- | ---------- | ---- | --------- | --- | ----------------- | ---------- | ---- | --------- |
| 1.  | AK 45/2 1912–1913 | Arnhem     | 6e   | 5,88      | 2.  | AK 45/2 1913–1914 | Leeuwarden | 4e   | 6,35      |
| 3.  | AK 45/2 1914–1915 | Amsterdam  |      | 8,11      | 4.  | AK 45/2 1915–1916 | Den Haag   |      | 8,65      |
| 5.  | AK 45/2 1916–1917 | Groningen  | 6e   | 7,56      | 6.  | AK 45/2 1918–1919 | Arnhem     |      | 11,79     |
| 7.  | AK 45/2 1919–1920 | Leeuwarden |      | 14,28     | 8.  | AK 45/2 1920–1921 | Den Haag   |      | 18,87     |
| 9.  | AK 45/2 1922–1923 | Amsterdam  |      | 23,80     | 10. | AK 45/2 1923–1924 | Amsterdam  |      | 17,44     |
| 11. | AK 45/2 1924–1925 | Rotterdam  |      | 17,32     | 12. | AK 45/2 1926–1927 | Haarlem    |      | 19,75     |
| 13. | AK 45/2 1927–1928 | Utrecht    |      | 13,82     | 14. | AK 45/2 1928–1929 | Rotterdam  |      | 23,88     |
| 15. | AK 45/2 1929–1930 | Den Haag   |      | 17,83     | 16. | AK 45/2 1930–1931 | Leeuwarden |      | 17,14     |
| 17. | AK 45/2 1931–1932 | Utrecht    |      | 13,96     | 18. | AK 45/2 1932–1933 | Amsterdam  |      | 18,36     |
| 19. | AK 45/2 1933–1934 | Amsterdam  |      | 14,49     | 20. | AK 45/2 1934–1935 | Amsterdam  |      | 12,46     |
| 21. | AK 71/2 1935–1936 | Amsterdam  | 5e   | 6,95      | 22. | AK 45/1 1935–1936 | Den Haag   | 5e   | 7,95      |
| 23. | AK 45/2 1935–1936 | Utrecht    |      | 14,81     | 24. | AK 45/1 1936–1937 | Leeuwarden |      | 8,59      |
| 25. | AK 45/2 1936–1937 | Arnhem     |      | 18,30     | 26. | AK 71/2 1936–1937 | Amsterdam  |      | 9,85      |
| 27. | AK 45/2 1937–1938 | Den Haag   |      | 14,54     | 28. | AK 71/2 1937–1938 | Amsterdam  | 4e   | 8,91      |
| 29. | AK 45/2 1938–1939 | Amsterdam  |      | 14,43     | 30. | AK 71/2 1938–1939 | Groningen  |      | 8,34      |
| 31. | AK 71/2 1939–1940 | Amsterdam  | 4e   | 11,65     | 32. | AK 45/2 1939–1940 | Rotterdam  |      | 19,18     |
| 33. | AK 71/2 1940–1941 | Leeuwarden | 4e   | 8,40      | 34. | AK 45/2 1940–1941 | Amsterdam  | 4e   | 15,81     |
| 35. | AK 45/1 1942–1943 | Rotterdam  | 5e   | 7,37      | 36. | AK 71/2 1942–1943 | Den Haag   | 7e   | 9,20      |
| 37. | AK 71/2 1943–1944 | Amsterdam  | 8e   | 8,48      |     |                   |            |      |           |
|     |                   |            |      |           |     |                   |            |      |           |